# オーストラリア貿易促進庁
オーストラリア貿易投資促進庁（英語: Australian Trade and Investment Commission、略称: Austrade オーストレード）は、オーストラリア国内外に事務所を構えるオーストラリアの政府機関。業務内容は、オーストラリアからの輸入、オーストラリアへの投資、留学研修などの促進活動。各産業の専門スタッフが、専門知識と豊富な情報・ネットワークを用いて、豪州からの輸入や豪州への投資を検討する外国企業に対して様々なサポートを行っている。

## 組織

### オーストラリア
- 本部: シドニー

### 日本
- 東京: 〒108-8361 東京都港区三田2-1-14 オーストラリア大使館商務部[2]
- 大阪: 〒540-6116 大阪市中央区城見2-1-61 ツイン21MIDタワー16階 大阪オーストラリア総領事館[2]

### アメリカ合衆国
ボストン、シカゴ、ヒューストン、ニューヨーク、サンフランシスコ、ワシントンD.C.

### 中華人民共和国

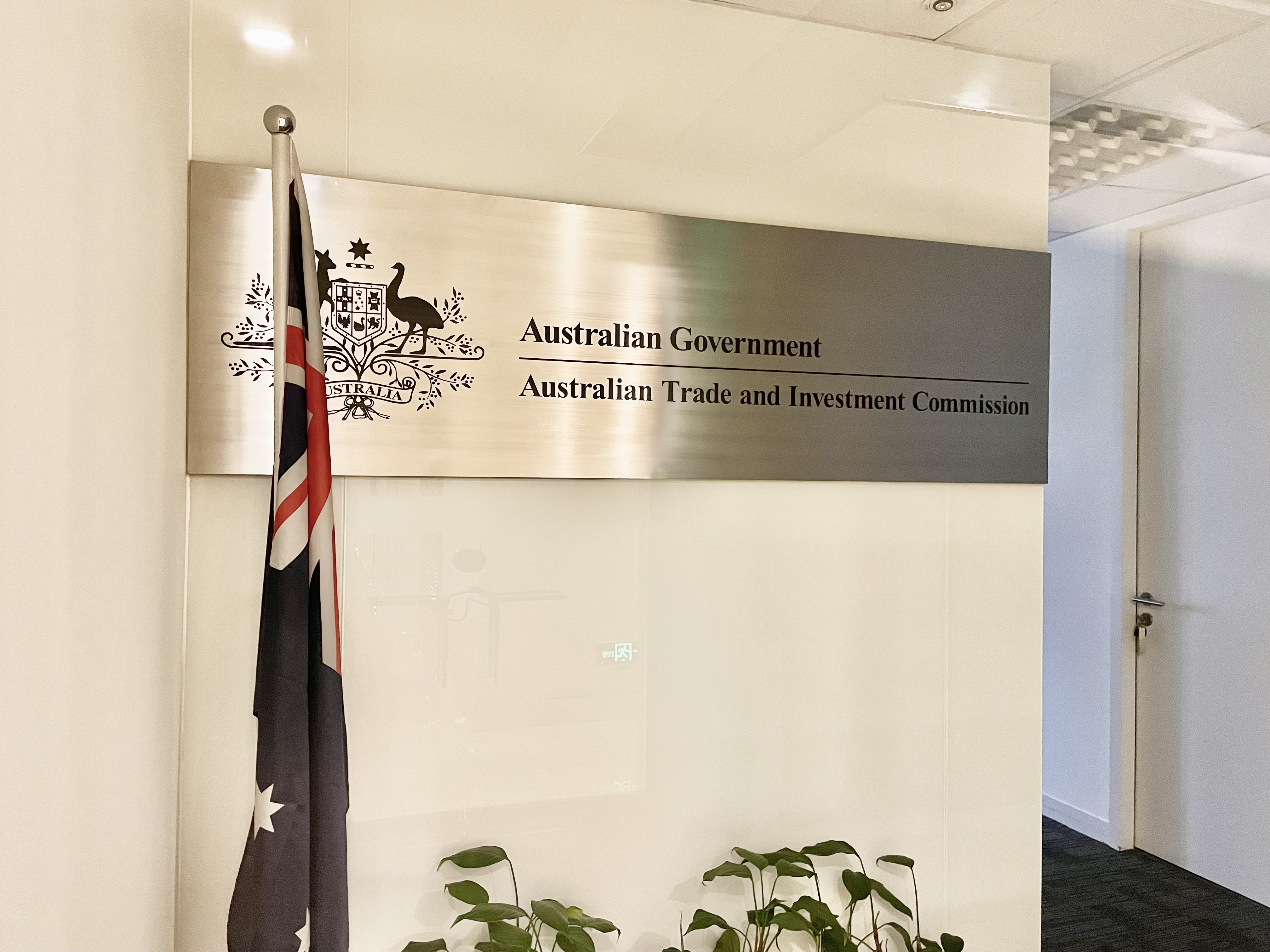
オーストラリア貿易促進庁武漢事務所

北京、成都、広州、香港、上海、瀋陽、深圳、武漢

### インド
ベンガルール、チェンナイ、ハイデラバード、コルカタ、ムンバイ、ニューデリー

## 主な事業
- オーストラリアへの投資に関するサポート
- オーストラリアから商品・サービスを輸入する会社の紹介
- オーストラリアの留学・教育に関するプロモーション
- オーストラリア製品・サービスの紹介
- オーストラリアの輸出会社の紹介
- マーケティングに関するアドバイス
- 展示会等への後援名義の使用許諾

### 日本語
- オーストラリア貿易投資促進庁（オーストレード）
- オーストラリア貿易投資促進庁 (@austradejapan) - X（旧Twitter）

### 英語
- Austrade, Australian Government - Austrade
- Austrade (@Austrade) - X（旧Twitter）